# Royal Variety Performance

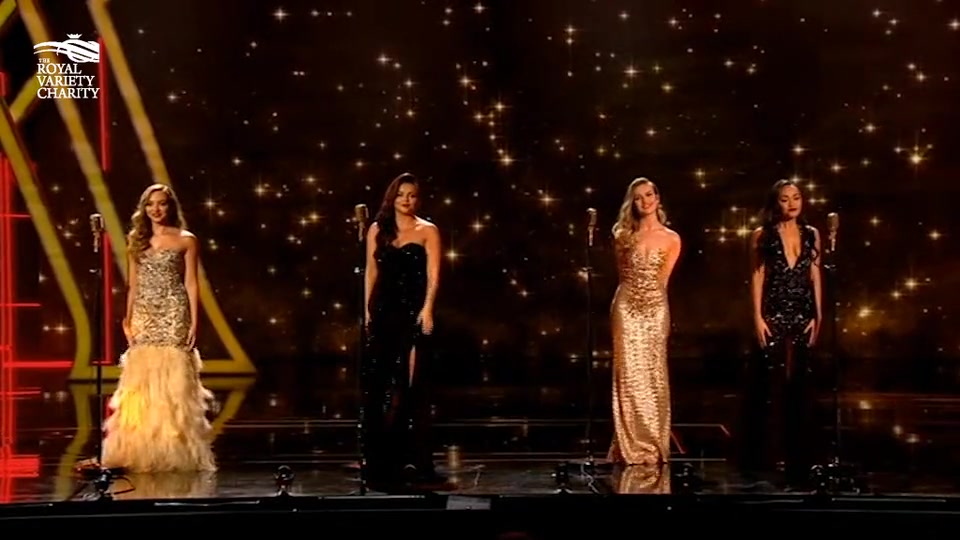
Royal Variety Performance (2015)

O Royal Variety Performance é um evento de gala anual realizado pela Família Real Britânica que tem objetivo de arrecadar fundos para artistas. No festival, uma série de artistas se apresentam aos membros da Família.